# Adolfo Leoncini
Adolfo Leoncini (Portoferraio, 4 luglio 1867 – Siena, 21 marzo 1957) è stato un generale italiano, che combatte durante la guerra italo-turca e nella prima guerra mondiale, dove fu decorato con la medaglia d'oro al valor militare a vivente. Inoltre è insignito di una medaglia d'argento e due di bronzo al valor militare, e della croce di cavaliere dell'Ordine della Corona d'Italia e di quella di commendatore dell'Ordine dei Santi Maurizio e Lazzaro.

## Biografia
Nacque a Portoferraio  il 4 luglio 1867, figlio di Silvio e Angelica Campani. e dopo aver frequentato la Regia Accademia Militare di Modena, da cui escì con il grado di sottotenente, fu assegnato 1º Reggimento bersaglieri. Promosso tenente venne trasferito al 4° dove rimane fino al conseguimento del grado di capitano, nel 1902. Dopo aver frequentato la Scuola di guerra dell'esercito transitò nell'Arma di fanteria, con il grado di maggiore, entrando in servizio nel 57º Reggimento fanteria della Brigata "Abruzzi". Nel corso del 1912 partì per la Libia dove, durante il combattimento di Zuara, fu insignito della Medaglia di bronzo al valor militare.
All'entrata in guerra del Regno d'Italia, il 24 maggio 1915, comandava il VII Battaglione bersaglieri ciclisti per passare poco tempo dopo, con il grado di tenente colonnello, al comando del 71º Reggimento fanteria di nuova costituzione al Sober. Ferito ad Oslavia, viene nuovamente insignito di una Medaglia di bronzo al valor militare, ed assunse il comando del 116º Reggimento fanteria "Treviso". Durante i combattimenti svoltisi tra il 10 e il 13 ottobre 1916, in cui fu nuovamente ferito in combattimento, venne insignito della Medaglia d'oro al valor militare. Nel corso del 1917 comandò la I Brigata bersaglieri, e in agosto combatte sulla Bainsizza, distinguendosi sul Kuk e nella conca del Vrh venendo decorato con una Medaglia d'argento al valor militare e la promozione al grado di generale di brigata per meriti di guerra. 
Promosso generale di divisione comandò successivamente la 17ª Divisione sull'Alto Isonzo e terminò il conflitto sul Piave, partecipando alla battaglia del Solstizio e a quella di Vittorio Veneto. Nel primo dopoguerra comandò in successione le Divisioni militari di Pola, Palermo e Firenze. Collocato a riposo nel 1931, dopo alcuni, brevi, comandi territoriali venne promosso generale di corpo d'armata. Si spegne a Siena il 21 marzo 1957.
Un ritratto del generale, modellato nel 1934 e fuso in bronzo l'anno dopo, dallo scultore Lelio Gelli, vinse anche nel 2º grado il "Concorso della Regina", ed è oggi esposto nel Museo centrale del Risorgimento presso il Vittoriano.

### Annotazioni
1. ↑  In Via Porta Terra, oggi Via Guerrini.
2. ↑  Mantenne il comando del reggimento dal 1º febbraio 1916 al 17 giugno 1917.
3. ↑  Composta dal 6º e 12º Reggimento, ne mantenne il comando dal 19 giugno al 18 novembre 1917.

### Fonti
1. 1 2 3 4 5  Chiavacci, Colella 1991, p. 31.
2. 1 2  Del Boca 2011, p. 175.
3. ↑  Cavaciocchi, Ungari 2014, p. 53.
4. ↑  Cavaciocchi, Ungari 2014, p. 131.
5. ↑  Silvestri 2001, p. 213.
6. ↑  Cavaciocchi, Ungari 2014, p. 137.
7. 1 2  Cavaciocchi, Ungari 2014, p. 136.
8. ↑  Silvestri 2001, p. 230.
9. ↑  Silvestri 2001, p. 234.
10. ↑  Bollettino Ufficiale, anno 1916, disp.31.
11. ↑  Bollettino Ufficiale, anno 1917, disp.83.
12. ↑  Gazzetta Ufficiale del Regno d'Italia n.229 del 2 ottobre 1913.
13. ↑  Gazzetta Ufficiale del Regno d'Italia n.283 del 9 dicembre 1931.

### Periodici
- Roberto Chiavacci, Fortunato Colella, Le Medaglie d'oro al valor militare conferite agli elbani dal Risorgimento alla Seconda Guerra Mondiale, 1991,  pp. 31-33.